# Beleg van Delfzijl (1813-1814)
Het Beleg van Delfzijl (ook: Blokkade van Delfzijl) speelde zich af tijdens de overgang van de Franse tijd in Nederland naar de periode van het Koninkrijk der Nederlanden en duurde van 13 november 1813 tot het ontzet op 23 mei 1814. In tegenstelling tot de situatie bij bijvoorbeeld het beleg van Leiden (1573–1574), dat resulteerde in Leidens ontzet (1574), bevond de bezetter zich niet rondom maar binnen de stad, omdat Delfzijl zich onder kolonel Pierre Maufroy in Franse handen bevond. De troepen van de Nationale Garde, Kozakken en Pruisen en de schepen van de Engelse Vloot, die gezamenlijk onder leiding stonden van de Nederlandse kolonel Marcus Busch, belegerden de vestingstad Delfzijl om haar weer in Nederlandse handen te krijgen.
Omdat kolonel Maufroy niet wilde geloven dat Napoleon Bonaparte verslagen was, bleef hij Delfzijl, met succes, verdedigen. Zo bleef de vesting Delfzijl tot na de Franse tijd bezet. Delfzijl was daarmee het laatste steunpunt voor Napoleon, die anderhalve maand voor het ontzet van Delfzijl verbannen was naar Elba.

## Delfzijl in de Franse tijd
Van oudsher was Delfzijl een belangrijke vestingstad met een (marine)haven. Tijdens de Franse Tijd vervulde de stad een strategische rol. De eerste Franse soldaten marcheerden Delfzijl binnen op 19 januari 1795, de dag waarop Willem V in stilte vertrok naar Engeland. De Fransen werden door het patriottistische gemeentebestuur met open armen ontvangen.
In een brief van het gemeentebestuur aan de Eerste Nationale Vergadering van de Bataafse Republiek uit 1796 werd het belang van de vestingstad Delfzijl onder de aandacht gebracht. De Fransen onderkenden het belang van Delfzijl en zonden Jean François Aimé Dejean, de latere 'Inspecteur-Generaal der Fortificatiën', naar Delfzijl om rapport uit te brengen. Delfzijl werd als een sleutelpost voor de verdediging van Noord-Nederland gezien en moest daarom worden versterkt. De Fransen bouwden er de Caserne du Centre en de Spaanse Kazerne. De Grote Kazerne op het exercitieterrein "de Venne" kwam gereed in 1799. Tegen 1810 werd de oorlogsvloot uitgebreid tot acht brikken, acht kanonneerboten en enkele kleine schepen. Ook waren er twee viceadmiraals gehuisvest in het Commandementshuis van Delfzijl. Daarnaast werd er een groot garnizoen gelegerd binnen de vesting. Niet alleen de troepen en de vloot kregen de aandacht, ook werd in 1811 de vesting verder versterkt.

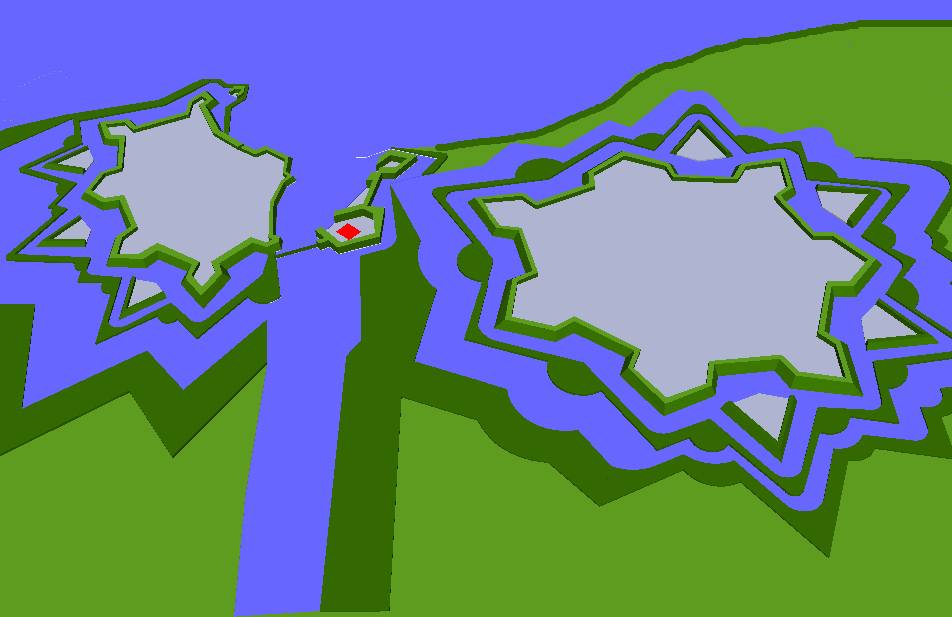
Reconstructie van de geplande tweelingvesting Delfzijl–Farmsum.

Tegen het einde van 1811 bemoeide Napoleon zelf zich met Delfzijl. Hij wenste een hechte versterking op de Eems, om zo een Engelse aanval vanaf zee af te kunnen slaan. Er werden wel plannen opgesteld om Delfzijl verder te versterken door er een vesting tegen aan te bouwen (een zogenaamde tweelingvesting) maar uiteindelijk kwam hier niets van. De Franse rampspoeden elders in Europa, zoals de Russische veldtocht, eisten namelijk alle aandacht en inspanning op. Wel werden vestingwerken van Delfzijl zo goed mogelijk versterkt en zo nodig uitgebreid. Ook kwamen er meer wapens om de stad te verdedigen.
Nadat de grote Volkerenslag bij Leipzig (16 en 19 oktober 1813) had plaatsgevonden, waarin Napoleon verpletterend werd verslagen, trok de keizer zich terug achter de Rijn. De vesting Delfzijl, voor de Fransen van belang voor de aanvoer van troepen over zee, kon zich tegen november 1813 opmaken voor haar beleg. Er werden tussen Groningen en Delfzijl troepen Kozakken gesignaleerd. Op 3 november werd de ingang van de havenstad daarom gestremd door de Landpoort te sluiten. De andere drie toegangen tot de vesting – de Grote Waterpoort, de Kleine Waterpoort en de Farmsumer Poort – werden strenger bewaakt.
Op 13 november 1813 werden de voorraden van Appingedam onder dwang in beslag genomen en overgebracht naar Delfzijl, waarna alle poorten hermetisch werden gesloten. Het beleg van Delfzijl was begonnen.

## Het beleg van Delfzijl

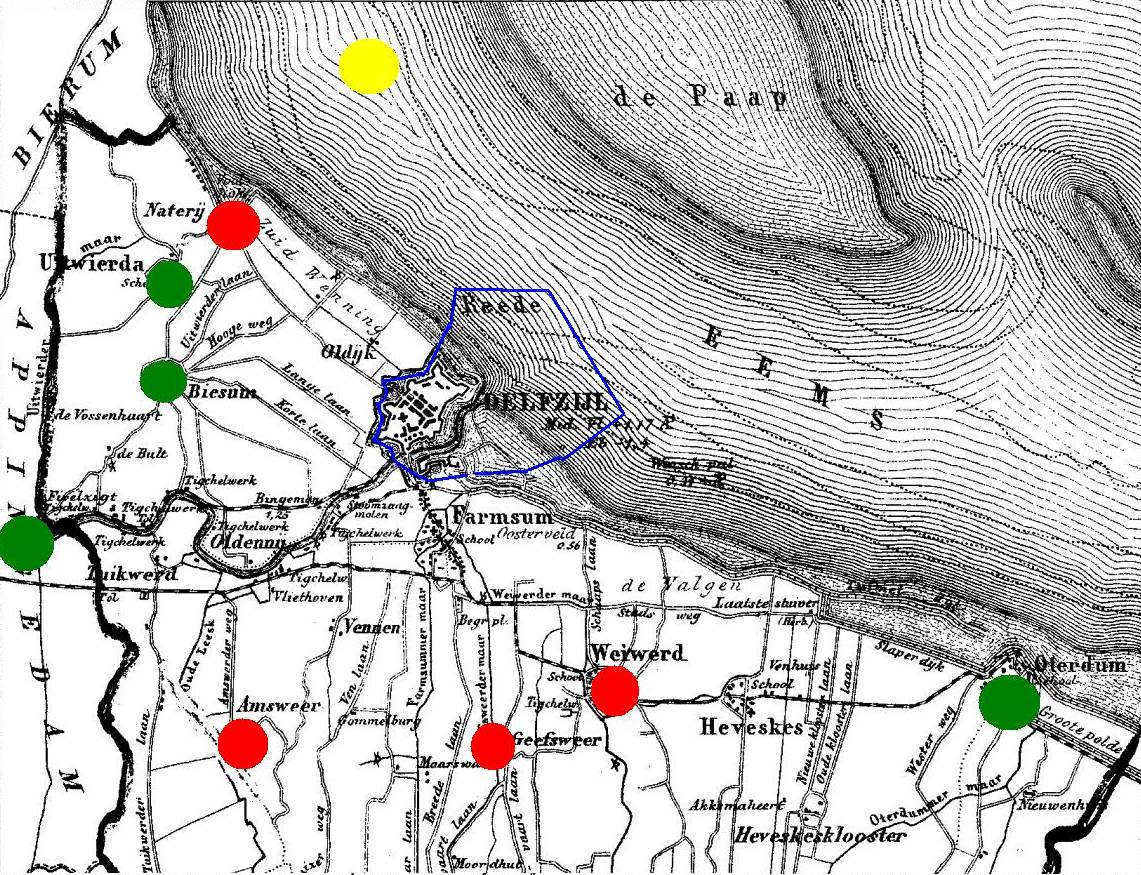
De globale situatie tijdens het beleg van Delfzijl 1813–1814
----

| ■ Vestingstad Delfzijl met haven en rede ■ Batterij, vernietigd door de Fransen | ■ Batterij ■ Engelse oorlogsschepen |

### November 1813
Op 13 november 1813 kondigde de commandant van de vesting Delfzijl, kolonel Maufroy, de staat van beleg af. Binnen de vesting waren naast ruim duizend burgers 1221 man infanterie, 60 man cavalerie, 80 man artillerie met 200 kanonnen op de wallen, vier genie-officieren en 209 mariniers gelegerd, allen met diverse nationaliteiten. Maufroy had nog een order gezonden om het geschut van het militair fort Zoutkamp over te brengen naar Delfzijl; daarvoor zond hij een boodschapper met een brief die over de stad Groningen reisde. Marcus Busch, commandant van de Nationale Garde, kon het bericht onderscheppen. Vervolgens overviel hij Zoutkamp om met de daar buitgemaakte wapens en zijn manschappen Maufroy aan te vallen, samen met de rond Delfzijl gelegerde Kozakken. Tegelijkertijd met de orders voor Zoutkamp had Maufroy een schip gezonden om het geschut te convoyeren. De Nederlandse kapitein van dat schip zag zijn kans schoon, liep over en speelde het in handen van de Nederlanders. Het werd opnieuw uitgerust en naar de Eemsmonding gezonden om zich bij de daar opgebouwde Engelse zeemacht te voegen. De Fransen werden op den duur volledig ingesloten door een coalitie van Kozakken, Pruisen en Hollanders die in een brede kring gelegerd waren bij de zeedijk en de plaatsen Uitwierde, Biessum, Appingedam, Geefsweer, Weiwerd, Oterdum en Termunterzijl. De vluchtroute via de noordkant van de Eemsmonding was afgesneden door enkele Engelse marineschepen.
Omdat er slechts zeven koeien, weinig zout en geen wijn in voorraad waren, gingen de Fransen op 16 november met een kanonneerboot op strooptocht richting de Dollard. Ze kwamen met 2575 kilogram gerst, wijn, en 20.623 kilogram huisbrandolie terug in Delfzijl. Tegelijkertijd werd de Landpoort geopend voor een uitval van 300 man richting Holwierde, Bierum, Spijk en Losdorp. Hierbij werden 200 stuks hoornvee, 100 schapen, herstelmaterialen en een boot vol wijn buit gemaakt. Daarbij werden er enkele boerderijen van niet meewerkende boeren in brand gestoken en werd in Losdorp een molenaarsknecht door een dronken Fransman doodgeschoten, omdat hij de Fransen had beledigd. Bij contact met de Kozakken viel een gewonde aan Franse zijde. Aan de kant van de Kozakken vielen tien doden en werden daarnaast drie Kozakken gevangengenomen. Na deze twee strooptochten volgden er nog vele. Tijdens de strooptochten kwam het voor dat soldaten aan Franse zijde overliepen naar hun vijand. Volgens Maufroy waren die overlopers allemaal Polen, Pruisen en Duitsers; dat zijn trouwe Fransen zoiets zouden doen kon hij zich niet voorstellen.

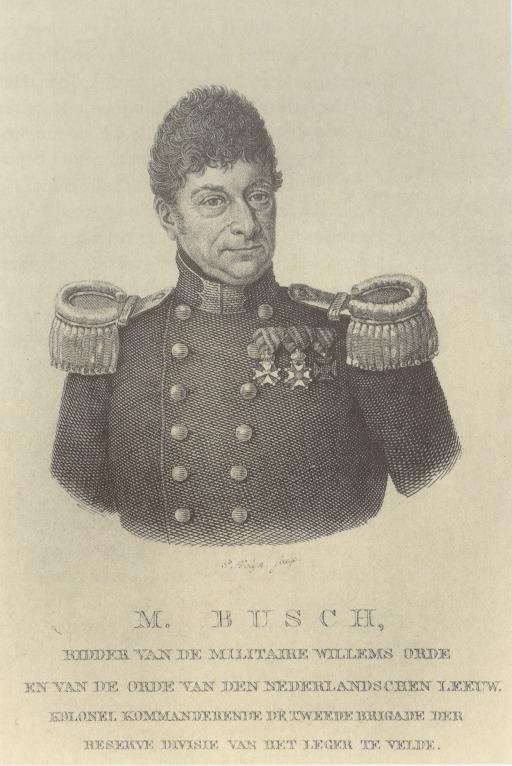
Kolonel Marcus Busch, bevelhebber van de belegeringstroepen

Dat de Fransen de gelegenheid kregen om keer op keer uit te breken had te maken met de rommelige toestanden rondom de vesting. De batterijen rondom Delfzijl waren veelal nog slecht ingericht en de belegeraars waren niet goed getraind en gedisciplineerd. Marcus Busch werd aangesteld als bevelhebber van de belegeringstroepen voor Delfzijl en trachtte orde op zaken te stellen. Op 29 november werd het eerste "Nederlandse" kanonschot op Delfzijl gelost, dat beantwoord werd met een hevig vuur uit de vele kanonnen op de wallen van Delfzijl. Maufroy liet daarna doorschemeren dat de batterijen niet dichter bij moesten komen, daar hij anders de sluizen van Delfzijl zou openzetten zodat het zeewater het achterland kon binnenstromen. De tijd zou de beslissing wel brengen.
Een dag later zette de zoon van stadhouder Willem V en Wilhelmina van Pruisen bij Scheveningen na achttien jaar weer voet op Nederlandse bodem.

### December 1813
Deze zoon werd als Willem I op 2 december aangesteld als soeverein vorst der Nederlanden. Boven de rivieren waren alleen de sterke vestingen Deventer, Coevorden, Den Helder, Naarden en Delfzijl nog in Franse handen. In Delfzijl vroor het op dat moment flink. Op 1 december kon al te voet over de vestinggracht gelopen worden; dat baarde de belegerde Fransen in Delfzijl grote zorgen. De genie liet burgers en militairen vijfmaal daags boten door een vijf meter brede sleuf in het ijs trekken om te voorkomen dat de vestinggracht dichtvroor. Hoewel de belegeraars steeds meer versterking kregen (Busch beschikte inmiddels over een leger van ongeveer 4000 man), hielden de strooptochten van de Fransen aan. Wanneer Delfzijl niet bevoorraad werd, konden Maufroy en zijn troepen geen weerstand blijven bieden. Toch deserteerden veel manschappen als ze de kans kregen. Op 14 december lieten zelfs drie marineofficieren met achttien manschappen met hun schepen zich in handen van de Engelse marine vallen.
Kolonel Busch had in de tijd waarin hij Delfzijl belegerde, zijn manschappen deels met zijn eigen geld versterkt en getraind. Toch kampte hij met het probleem dat zijn manschappen slecht gekleed en bewapend waren. Er werd veel over de slechte voorzieningen geklaagd. Busch liet daarom zonder formele toestemming van zijn superieuren overjassen voor de manschappen vervaardigen. Zijn reputatie bij de manschappen steeg daardoor, maar hij werd door zijn superieuren berispt om zijn eigenmachtig handelen. Ook boterde het niet tussen Busch en de Pruisische officier Karl Friedrich Friccius, die het bevel had over 700 man uit Emden met pieken en lansen. Hij duldde Busch eigenlijk niet boven zich. Maufroy maakte van de onenigheden gebruik door uitvallen te blijven doen om zich te bevoorraden en zich dan weer fluks terug te trekken binnen de vesting. Zo tartte hij ook het berenningskorps van de belegeraars, met als doel het af te matten.

Nadat Friccius en de Engelse commandant Davon tot twee keer toe Maufroy hadden gesommeerd zich over te geven, antwoordde de laatste: 
Colonel, attaquez Delfzijl, je le defendrai." – "Kolonel, val Delfzijl maar aan, ik zal het verdedigen.
 Hiermee kwam de strijd dichterbij. Het schootsveld rond Delfzijl werd vrijgemaakt door tientallen boerderijen en een scheepswerf in brand te steken. Ook moesten de schepen in de haven hun masten neerhalen of kappen.
De belegeraars begonnen met het aanleggen van batterijen, waar dagelijks ruim 500 man mee bezig waren, nabij de rechtervleugel van de vesting. De batterijen werden met zwaar geschut uitgevoerd, zodat er op termijn een bombardement mee uitgevoerd kon worden. Marcus Busch zette de burgerij van Delfzijl onder druk door een afkondiging in het Frans en Nederlands de voorposten van de vesting in te smokkelen, waarin stond dat de erfprins van Oranje tot soeverein vorst was uitgeroepen en dat aangeraden werd het Franse gezag niet langer te erkennen. Maufroy deed dit af als 'onzin'. De afkondiging had een voor Busch goede uitwerking: de dagen erop liepen er zeker veertig man over naar zijn kant.

### Januari 1814
In januari liepen de spanningen binnen de vesting verder op. Halverwege de maand probeerden enkele Zwitsers de vesting over het ijs te ontvluchten. Vier slaagden hierin, maar de vijfde werd gevangengenomen. Hij werd voor de eigen Zwitserse Unter- en Oberkammer geleid en naar het eigen rechtssysteem van de Zwitsers (dat strenger was dan het Franse recht) als deserteur ter dood veroordeeld. Maufroy verzocht de kamer nog gratie te verlenen, maar dit verzoek werd door de Zwitsers afgewezen. Naast het verlies aan manschappen door desertie (voor februari waren er al ruim 400 man overgelopen) verloor Maufroy steeds meer manschappen die sneuvelden bij de rooftochten. De situatie werd steeds nijpender. Hij voerde nog wel een aanval op de rechterflank uit, maar op 14 januari kwamen er in Wagenborgen 400 man aan van de landstorm uit het arrondissement Winschoten onder commando van Jan Remees Modderman, waardoor de rechtervleugel van de belegeraars weer werd versterkt. Nu werd een poging gedaan om de Franse troepen op de rechtervleugel terug te dringen, en dat lukte na een hardnekkig gevecht.

### Februari 1814
Begin februari werd er een tegenaanval door de Fransen op de linkerflank ingezet. In de nacht van 5 februari werd de batterij bij Naterij aangevallen en volledig verwoest. 's Middags kwam er een tweede aanval, ditmaal op Holwierde en Appingedam, die door de belegeraars werd afgeweerd. 's Avonds volgde er in de Oosterhoek een aanval op de batterijen van Weiwerd en Geefsweer, die eveneens werden verwoest. De dorpen werden in brand gestoken en de overvallers keerden met een grote buit terug in Delfzijl.
Als reactie hierop maakten Busch en Friccius het plan op om de vesting te bestormen met een bombardement. De provinciaal militair commandant, luitenant-generaal Otto van Limburg Stirum, kreeg hier lucht van en deelde Busch mee dat de Nederlandse troepen niet mochten deelnemen aan de bestorming van Delfzijl. Wel kreeg Busch de opdracht een vriendelijke brief te overhandigen waarin kolonel Maufroy verzocht werd om zo verstandig te zijn de vesting over te geven. Zowel Busch, Friccius als de Engelse marinecommandant Davon waren het niet eens met de inhoud van de brief. Zij spraken af dat Busch de brief niet zou laten overbrengen. Ook zou er geen bestorming plaatsvinden zolang de Nederlanders niet mee wilden doen.
Nu werd Busch wegens dienstweigering gearresteerd, en werd kolonel Coenraad van Valkenburg bevelhebber. De chaos en onvrede onder de belegeraars nam daardoor met de dag toe; insubordinatie en desertie waren geen uitzondering meer. In feite lag de belegering stil, en Maufroy merkte dat de Engelse troepen, die zich voor de bestorming ontscheept hadden, zich terugtrokken en dat het al een paar dagen rustig was. De Fransen maakten van de gelegenheid gebruik door de batterij bij Trinaat te verwoesten, om vervolgens naar Biessum en Uitwierde te trekken. Ze brandschatten er 24 boerderijen en vermoordden een boer en een bij hem ingekwartierde soldaat van de landstorm die wegens ziekte het bed moesten houden. Van Valkenburg viel daarop de Fransen aan en er ontstond een heftig gevecht.

### Maart 1814

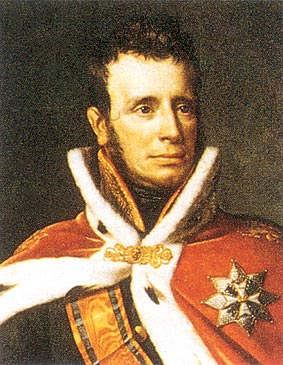
Willem I, geportretteerd in 1819

Op 3 maart 1814 deden de Fransen nog een succesvolle uitval, met 600 manschappen met paarden en wagens en kanonnen braken ze uit naar Geefsweer en Amsweer. De batterijen werden ingenomen en vernietigd en de belegeraars werden met hun eigen kanonnen onder vuur genomen. Na het uitzenden van een versterking en onder dekking van het vuur vanaf de wallen van Delfzijl keerden de Fransen luid zingend terug in de vesting.
Een dag later bracht soeverein vorst Willem I een bezoek aan Appingedam om de stellingen van de blokkadetroepen om Delfzijl te inspecteren. Hij hoorde over de chaos en onvrede bij de troepen en kreeg het advies om kolonel Busch, die bij de manschappen in hoog aanzien stond, te herstellen in zijn functie als bevelhebber van de belegeringstroepen voor Delfzijl. De vorst nam het advies over.
Toen op 31 maart 1814 Parijs veroverd was, wilde Maufroy nog niets weten van overgave. Als plichtsgetrouw militair wachtte hij op orders van zijn superieuren – die maar niet kwamen.

### April 1814

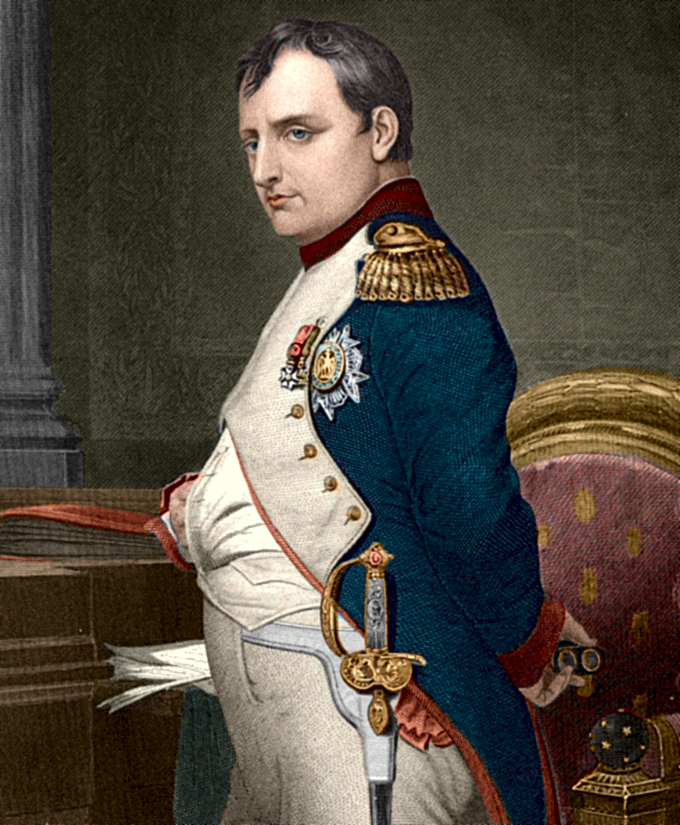
Napoleon Bonaparte

Ondanks de troonsafstand van Napoleon Bonaparte op 6 april 1814 en zijn verbanning naar Elba bleef zijn bondgenoot in Delfzijl hem trouw. Eind maart hadden er in neutraal gebied wel besprekingen plaatsgevonden, maar deze liepen op niets uit. Begin april kwam de Franse ex-commandant van Emden, Gombaud, langs in Delfzijl om Maufroy te overtuigen zich terug te trekken. Maufroy weigerde; hij was uitsluitend bereid te onderhandelen. Toen hij op 7 april met de verrekijker kon zien dat de Engelse oorlogsschepen gepavoiseerd lagen met de Franse vlag aan de boeg in het water, en de schepen salvo's gaven ter ere van de geallieerde zege, liet Maufroy zijn kanonnen op de schepen vuren. Vergeefs, omdat de afstand te groot was, maar Maufroy bleef onverzettelijk.
Het lukte de in ere herstelde Marcus Busch steeds beter om zijn macht rond Delfzijl te versterken, zodat de rooftochten van de Fransen steeds minder succes hadden. De burgerij van Delfzijl had ernstig te lijden, niet zozeer door het oorlogsgeweld, maar door de honger. Alle levensmiddelen werden bestemd voor de soldaten.
Hoewel er over en weer veel geschoten werd, werd er weinig schade binnen de muren van Delfzijl aangericht. Andersom was de schade groter; de kanonnen op Delfzijls wallen brachten veel vernietiging in de omgeving. Omdat de Fransen de sluizen gesloten hielden, kwam heel Fivelingo onder water te staan, wat eveneens grote schade tot in de wijde omgeving toebracht.
Half april kreeg Maufroy het aanbod dat een van zijn officieren zich in Parijs mocht laten overtuigen van de gang van zaken betreffende de troonsafstand van Napoleon. Maufroy, die niets van krantenberichten, mondelinge verhalen of schriftelijke proclamaties van zijn tegenstanders moest hebben, nam het aanbod aan. Omdat de uitgezonden officier niet verder kwam dan Den Haag (de doorreis naar Parijs werd hem verboden) keerde hij op 26 april terug in Delfzijl. Maufroys wantrouwen nam daardoor alleen maar verder toe. In een van zijn dagorders maakte hij bekend dat de weigering om de officier verder te laten naar Parijs een bewijs was dat de berichten over de nederlaag van Napoleon vals waren. Het verspreiden van berichten over de val van Napoleon was volgens Maufroy een tactiek om de Fransen te laten capituleren.

### Mei 1814
Op 5 mei werd na diverse onderhandelingen een wapenstilstand gesloten. Hierbij kregen de Fransen voedsel, geneesmiddelen, wijn en tabak in ruil voor het openzetten van de sluizen bij laagwater, zodat het water uit Fivelingo kon stromen. Maufroy werd in het vooruitzicht gesteld dat hij te zijner tijd met militaire eer, met wapens en met bagage, naar Frankrijk zou mogen trekken. Bij de besprekingen voegde zich later de Franse luitenant-kolonel Morlet, die tot taak had vestingen in te lichten en tot overgave te bewegen. Maufroy ontdekte in de stukken die Morlet bij zich had, dat deze de titel "Chef de bataillon" had. Dit zou betekenen dat hijzelf gedegradeerd was. Maufroy trok de echtheid van de documenten in twijfel en vroeg Morlet opnieuw een officier naar Parijs te mogen zenden, om daar echte bewijzen te halen. Morlet stemde hierin toe. Nadat de officier met de verlangde documenten in Delfzijl teruggekeerd was, berichtte Maufroy zijn belegeraars dat hij onder zijn eigen voorwaarden bereid was tot een overeenkomst tot het ontzet van Delfzijl. De belangrijkste voorwaarde was dat hij met volle militaire eer, met vier stukken geschut en al zijn bagage mocht vertrekken. Vervolgens werd er een witte vlag gehesen op de Grote Waterpoort en dreunden er 101 saluutschoten als bewijs van Maufroys beslissing.

## Delfzijls Ontzet

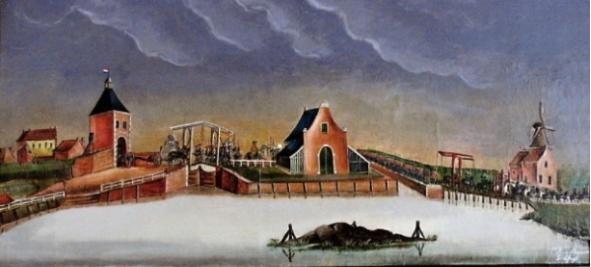
Ontzet van Delfzijl op 23 mei 1814. De Fransen verlaten de vesting door de Farmsumer Poort.
(Geschilderd door Tobias Roelfs van Streun)

Nadat de belegeraars akkoord waren gegaan met Maufroys voorwaarden, vertrokken er in de ochtend van 23 mei 1814 vijf schepen met Franse vrouwen en kinderen en met zieken en gewonden van Delfzijl naar Antwerpen. Vervolgens marcheerden rond 7 uur de ongeveer 1100 overgebleven Fransen Delfzijl uit, om via 's-Hertogenbosch en via België naar het eindpunt Rijsel op te trekken. Maufroy en zijn mannen verlieten de vesting "met vliegend vaandel en slaande trom" en met medeneming van twee veldstukken en twee houwitsers. Met het vertrek van Maufroy uit Delfzijl was het laatste Franse bolwerk gevallen.
Om 10 uur trokken de belegeringstroepen Delfzijl binnen. Wederom klonken er saluutschoten in Delfzijl. 's Middags arriveerde de gouverneur van Groningen, baron Gustaaf Willem van Imhoff, om bezit van de vesting te nemen namens de Nederlandse regering. Hij verving de Franse maire door een Nederlandse burgemeester. De vijftien compagnies van de landstorm werden bedankt voor hun medewerking en teruggezonden naar hun woonplaatsen. De overige troepen marcheerden onder aanvoering van Busch op naar de stad Groningen. Daar werden ze met muziek onthaald en vervolgens op de Grote Markt gehuldigd.
Daarna kon er in Delfzijl en omstreken met de reparatie van de schade door het beleg worden begonnen. Van de omliggende dorpen waren Biessum en Uitwierde het meest verwoest, de meeste huizen waren door de Fransen in brand gestoken. Er werden in de wijde omgeving collectes gehouden voor de bewoners van Delfzijl en omstreken om de geleden schade te kunnen verzachten. Zo werd er gecollecteerd in Friese gemeenten, waarmee duizend gulden werd opgehaald. Een langdurig herstel van de vesting Delfzijl en haar omgeving zou volgen.

## Het beleg in de kunst
Het beleg van Delfzijl is in de loop der jaren enige malen in de kunst tot uiting gekomen. Bekend is het schilderij van Tobias Roelfs van Streun, dat in 1907 door de gemeente Delfzijl werd aangekocht en in de raadzaal van het Delfzijlster gemeentehuis van Eemsdelta hangt. Minder bekend is dat de Franse componist Napoléon Coste als kind tijdens het beleg in Delfzijl was; zijn vader diende als kapitein onder kolonel Maufroy. Hij heeft zijn indrukken van de stad in 1852 verwerkt in het stemmingsstuk Delfzil voor gitaar.
In 2014, 200 jaar na het beleg, werd het herdacht met het theaterstuk De Laatste Vriend van Napoleon van Rob de Graaf, met Arjan Ederveen en Ellen ten Damme in de hoofdrollen. In totaal werd het stuk zeven keer opgevoerd in Delfzijl.